# 구룡 독락정지
구룡 독락정지는 대한민국 충청남도 부여군 구룡면에 있다. 1995년 6월 1일 부여군의 향토문화유산 제15호로 지정되었다.

## 개요
부여에서 보령으로 가는 40번 국도를 따라 진행하다 4번 국도와 분기되는 태양삼거리를 조금 지나면 길 좌측의 구룡천변에 정자가 보인다.
정자가 세워져 있는 곳은 일명 메주내가의 거대한 암반 위이다. 이곳은 옛 독락정이 있던 구허지(舊墟址)로서 유허비(遺墟碑)도 세워져 있다. 1975년 유림과 충청남도에서 정자를 중건하여 지금에 이르고 있다.
독락정은 조선조 세조연한에 이흥의(李興儀)에 의해 처음 세워졌다. 그는 단종조에 부여현감을 지냈으나, 세조가 등극하자 벼슬을 버리고 향리에 묻혀 음풍영월하면서 지금의 장소에 독락정을 지었다. 